# Brana Ilić
Brana Ilić (Golubinci, 1985. február 16. –) szerb válogatott labdarúgó.

## Pályafutása

### Klubcsapatokban
Ilić az FK Zemun akadémiáján nevelkedett, 2003-ban került az első csapat keretébe. Első szezonjában 23 bajnokin kapott lehetőséget. A klubnál négy év alatt közel 93 tétmérkőzésen játszott és ezeken 14 gólt szerzett, mígnem 2007-ben az FK Rad igazolta le, ahol két évet töltött el. 2009 és 2010 között az FK Partizan játékosa volt, amelynek színeiben két szerb bajnokságot és egy szerb kupát nyert, valamint szerepelhetett az Európa-ligában. Első gólját a belgrádi klubban 2009. március 18-án szerezte egy Jagodina elleni bajnokin. 2010 és 2012 között az FK Vojvodinával szerzett két bajnoki bronzérmet, 44 bajnokin 15 gólt ért el, majd 2012 telén a kazah Aktöbe FK-val lett szintén harmadik. 2012-től 2016-ig a görög Jánina játékosa volt, amelynek színeiben több mint 100 bajnokin játszott. 2016-ban szerződtette őt a szintén görög Árisz Theszaloníkisz, amellyel szintén bronzérmet szerzett a görög másodosztályban. 2017-ben igazolta le a magyar másodosztályú Kisvárda csapata. A szezon végén a Kisvárda története során először feljutott az élvonalba, Ilić 35 bajnokin tíz gólt szerzett. A 2018-2019-es szezonban az első osztályban 30 alkalommal lépett pályára és négy gólt szerzett. 2019 nyarán távozott a klubtól és az FK Indija csapatában folytatta pályafutását.

### Válogatottban
2011-ben pályára lépett a szerb válogatottban egy Dél-Korea elleni barátságos mérkőzésen.

## Mérkőzései a szerb válogatottban
| #  | Dátum           | Ellenfél  | Eredmény | Kiírás              | Esemény |
| -- | --------------- | --------- | -------- | ------------------- | ------- |
| 1. | 2011. június 3. | Dél-Korea | 1 – 2    | barátságos mérkőzés | 76'     |

## Sikerei, díjai
- Partizan:
  - Szerb labdarúgó-bajnokság bajnok: 2008–09, 2009–10
  - Szerb kupa győztes: 2008-09
  - Európa-liga csoportkör: 2009–10
- Vojvodina:
  - Szerb labdarúgó-bajnokság bronzérmes: 2010–11, 2011–12
- Aktöbe:
  - Kazah labdarúgó-bajnokság bronzérmes: 2012
- Árisz Theszaloníkisz:
  - Görög másodosztályú labdarúgó-bajnokság bronzérmes: 2016–17